# Steiner & Madlaina

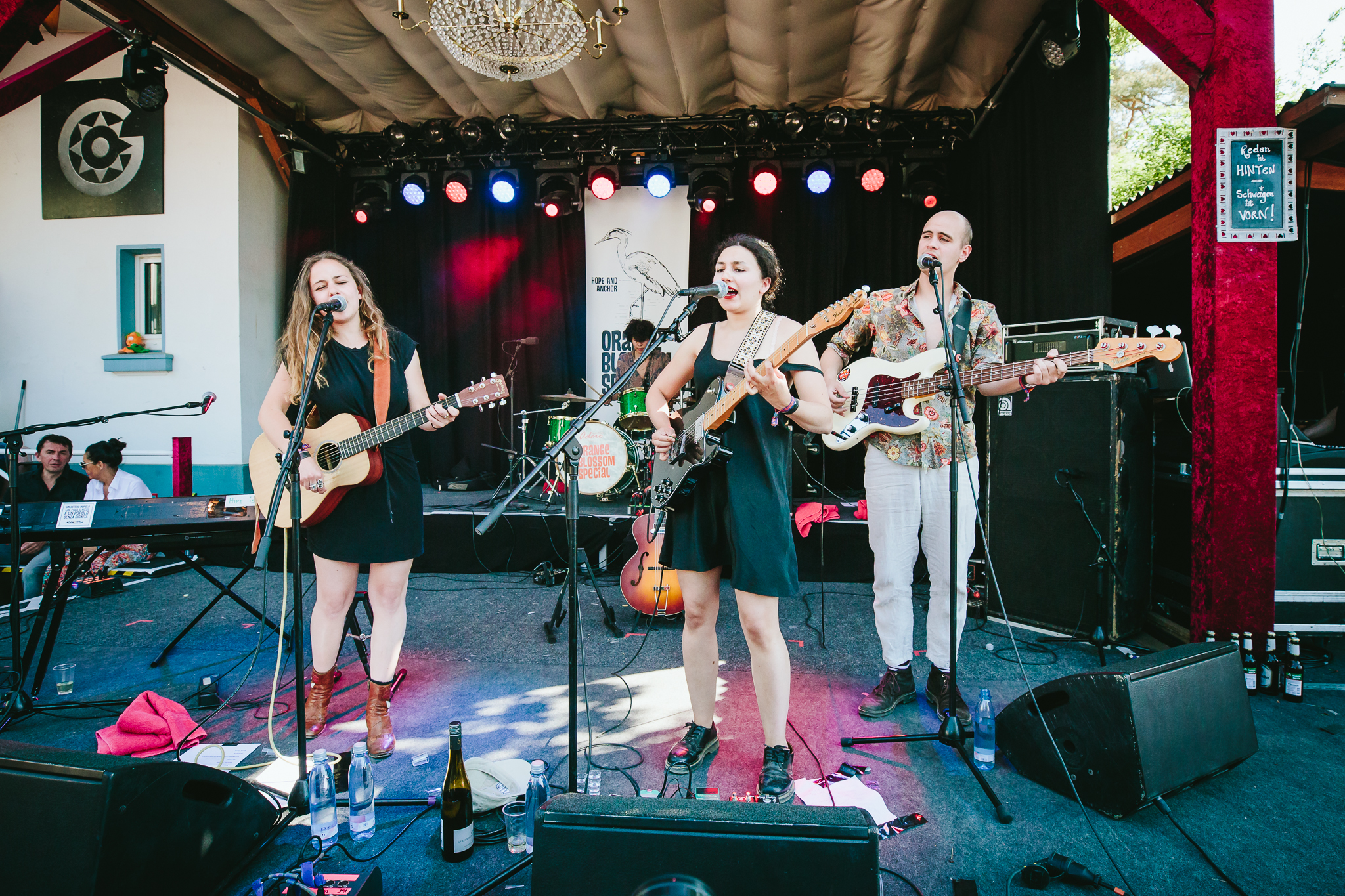
Steiner & Madlaina beim Festival 2018 in Beverungen

Steiner & Madlaina ist ein Zürcher Duo der beiden Musikerinnen Nora Steiner (Gitarre, Gesang) und Madlaina Pollina (Gitarre, Gesang, Piano). Zu ihrer Band gehören zudem noch Leonardo Guadarrama (Schlagzeug), Nico Sörensen (Bass) und Max Kämmerling (E-Gitarre). Ihre Musik bewegt sich zwischen Folk und Popmusik.

## Diskografie
Im September 2015 veröffentlichten die Singer-Songwriterinnen Nora Steiner und Madlaina Pollina ihre erste EP Ready to Climb, im November 2017 folgte die zweite EP Speak. Beide erschienen auf dem Zürcher Musiklabel Lauter. Ihr erstes Album Cheers veröffentlichten sie auf dem deutschen Label Glitterhouse im Oktober 2018. Es enthält zehn Songs auf Deutsch, Englisch und Schweizerdeutsch. Im Februar 2021 folgte das Album «Wünsch mir Glück», es enthält insgesamt elf Songs, die alle in deutscher Sprache gesungen werden. Das dritte Album «Risiko» erschien im April 2023 mit zwölf Texten in Deutsch und Schweizerdeutsch. Im Oktober 2024 erschien die EP «Ich kann's nicht glauben».

## Filmografie (Auswahl)
- 2023: Sophia, der Tod und ich

## Privatleben
Madlaina Pollina stammt aus einer musikalischen Familie: Ihr Vater ist der italienischstämmige Schweizer Cantautore Pippo Pollina, ihr Bruder Julian Pollina ist als Sänger Faber bekannt. Nora Steiner und Madlaina Pollina lernten sich in der Schule kennen.